# Region Centrum

Region Centrum

Region Centrum (Região Centro, wym. MAF [ʁɨʒi'ɐ̃ũ 'sẽtɾu]) – obszar w centralnej Portugalii, wytyczony przez Unię Europejską do celów statystycznych (NUTS II poziom), ze stolicą w Coimbrze. Obejmuje historyczne prowincje: Beira Alta, Beira Baixa i Beira Litoral, a także Estremadurę. Ważniejsze miasta regionu to: Aveiro, Viseu, Leiria, Águeda, Ílhavo, Figueira da Foz, Ovar, Castelo Branco i Covilhã.
W 2005 r. populacja wynosiła 2 376 609 mieszkańców, obszar 28 462 km².

## Geografia
Centrum jest regionem o zróżnicowanym krajobrazie. Środkowa część jest górzysta z kilkoma płaskowyżami, zdominowana przez góry Serra da Estrela. Dużo lasów sosnowych i kasztanowych. Zielony i pofałdowany krajobraz jest poprzecinany rzekami. Doliny rzek u stóp gór zachęcają do uprawiania wędkarstwa, kajakarstwa czy gry w tenisa w plenerze. W sezonie zimowym popularne jest narciarstwo w górach Serra da Estrela. W pobliżu miasta Seia sezon narciarski zaczyna się szybciej, za sprawą sztucznie naśnieżanych stoków i tras. Wybrzeże jest równinne. Kilka plaż w Mira, Figueira da Foz, Nazaré, Peniche i Aveiro. Charakterystyczne miejsca to: góry Serra da Estrela (największe i najwyższe w Portugalii kontynentalnej) wraz z parkiem przyrodniczym, rzeka Mondego, Laguna Aveiro (Ria de Aveiro) i plaże na wybrzeżu.

## Podregiony
Region jest podzielony na 12 podregionów:
- Baixo Mondego
- Baixo Vouga
- Beira Interior Norte
- Beira Interior Sul
- Cova da Beira
- Dão-Lafões
- Pinhal Interior Norte
- Pinhal Interior Sul
- Pinhal Litoral
- Serra da Estrela
- Oeste
- Médio Tejo